# 岩胡子草
岩胡子草（学名：Erioscirpus comosus），为莎草科岩胡子草属下的一个植物种。